# 玉井美知子
玉井 美知子（たまい みちこ、1923年 - ）は、教育・保育学者、教師。
東京生まれ。日本女子大学校家政学部卒業。神奈川県立横浜立野高等学校教諭、同県教育委員会指導主事・主幹。神奈川県立横浜幼稚園長、神奈川県立中原養護学校校長、神奈川県立藤沢高等学校校長、文教大学女子短期大学部教授、東京成徳短期大学講師、教育課程審議会委員、高等学校学習指導要領改訂協力者委員、幼稚園教育要領指導書作成委員、総理府「青少年の性意識調査」企画調査委員、NHK、文化放送、テレビ朝日番組審議会委員。全日本家庭教育研究会「文書による教育相談」の担当。

## 著書
- 『高校生たち あなたならどうする』秋元書房 1966
- 『青年期の探究 第1 (ホームルームと高校生)』日本放送出版協会 1966
- 『青年期の探究 第2 (赤ペンと高校生)』日本放送出版協会 1966
- 『高校でのホームルーム活動の実際』学事出版 1974
- 『高校でのホームルーム指導の実際』学事出版 1974
- 『思春期の子の導き方』家の光協会 1975
- 『十代のライセンス』秋元文庫 1979
- 『思春期・青年期の娘の指導』学事出版、1985年8月。ISBN 4761901713。
- 『高校でのホームルーム活動の実際』ミネルヴァ書房〈シリーズ・暮らしの科学〉、1994年。ISBN 4623022633。

### 共編著
- 『虹子と啓介の交換日記 裏から見た男女高校生の記録』高山虹子,八木啓介著 編 秋元書房 1962　『交換日記 虹子と啓介の青春記』1970
- 『お母さん合格よ』編 秋元書房 1963　のち文庫
- 『新しい家庭教育』編著 ミネルヴァ書房 1993
- 『わかりやすい家族関係学 : 21世紀の家族を考える』ミネルヴァ書房〈Minerva福祉ライブラリー〉、1996年8月。ISBN 4623026434。
- 『新しい家庭教育の実際 子どもの自立をめざして』編著 ミネルヴァ書房 2000
- 『園だより12ヵ月の作り方と行事実践のコツ』監修 学事出版 保育の実践アイディア・事例集 2000
- 『子どもから学ぶ保育活動 新幼稚園教育要領・保育所保育指針準拠』監修 学事出版 2001
- 『テキストブック家族関係学 家族と人間性』山根常男,石川雅信共編著 ミネルヴァ書房 2006
- 『ホームルーム活動 理論と実践』編著 ミネルヴァ書房 2006
- 『社会福祉/児童福祉』阿久津摂,高玉和子,森川洋共編著 学事出版 保育士試験合格テキスト 2009
- 『発達心理学/精神保健』宮田倫子,井口祥子共編著 学事出版 保育士試験合格テキスト 2009
- 『保育原理/教育原理/養護原理』浅見均,田中正浩,篠崎良勝共編著 学事出版 保育士試験合格テキスト 2009
- 『保育実習理論 言語・絵画制作・音楽』鈴木恵津子,田中正浩,浅見均共編著 学事出版 保育士試験合格テキスト 2010
- 『子どもの保健/子どもの食と栄養』栗原洋子,伊瀬玲奈共編著 学事出版 保育士試験合格テキスト 2011

## 論文
- Cinii